# ستيري

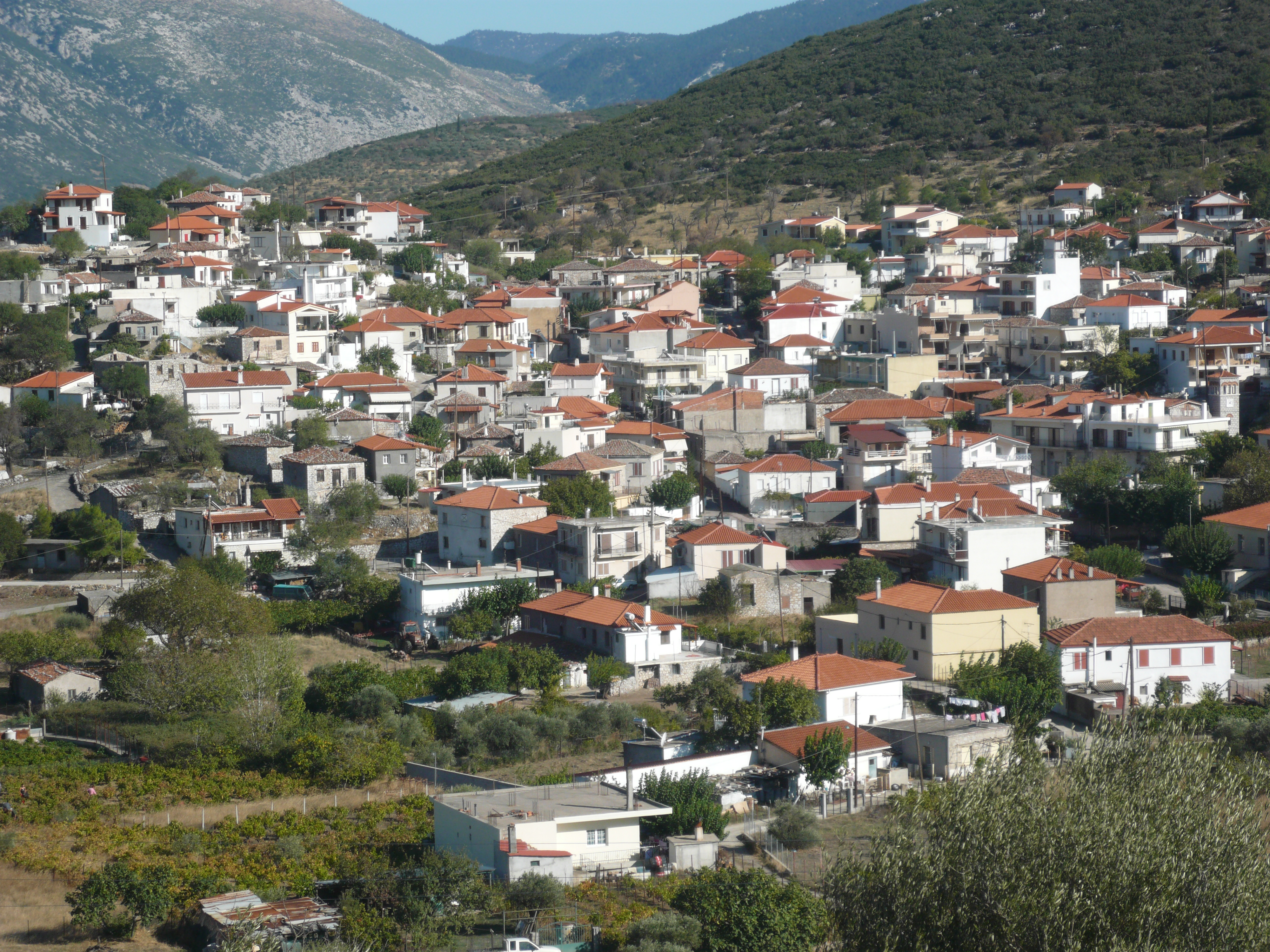
منظر للمدينة

ستيريون (Στείριον) هي بلدة في فويوتيا في مقاطعة كينتريكي إلادا في اليونان.